# Pagina bianca
Pagina bianca è il quarto singolo estratto dall'ottavo album di Elisa, L'anima vola.

## Descrizione
Sia la musica che il testo sono stati scritti dalla stessa cantautrice. Il 20 maggio 2014 Elisa fa sapere sui suoi profili social che Pagina bianca sarà il nuovo singolo estratto dal suo primo album completamente in italiano.
Il 23 maggio successivo il brano entra in rotazione radiofonica e viene messo in vendita su iTunes e nei principali digital store. Rispetto al brano presente nell'album questo si configura come una versione radiofonica con una modifica sulle armonie vocali.

## Video musicale
Presentato in anteprima sul sito di TGCOM24 il video di “Pagina bianca” è online sui canali ufficiali dell'artista.
Elisa stessa ha raccontato come è nato il concept del video: “Quello di 'Pagina Bianca' è un video speciale, fatto dal nostro batterista, Victor. Lui oltre a suonare ha la passione di girare video, e per tutte le prove e tutto il tour aveva sempre addosso la sua telecamera, la appoggiava sotto alla batteria e ogni tanto la prendeva e girava. Un giorno Victor ha messo tutti i video in un unico filmato. Saranno state le tre di notte, il tavolino della hall era pieno di cartoni di pizze e il computer di Victor sembrava un altro cartone di pizza. È partito il video e in sequenza c'eravamo un po' tutti, e un po' tutto... più andava avanti e più capivo che alla fine in quei filmati c'era finito il nostro spirito, il risultato di come stavamo tutti insieme in quel momento. E da come ci guardavamo e da come guardavamo le immagini che scorrevano capivo che pensavamo tutti la stessa cosa. È stato un momento incredibile. Ho pensato che fosse stata una grande fortuna avere una sorta di documento...di certificato di autenticità... Sono certa che chi ha vissuto con noi le emozioni di questo tour sa esattamente di cosa sto parlando. È per questo che ho pensato che “tra di noi” potremmo condividere queste immagini, che sono tutto fuorché un tradizionale videoclip. "

## Tracce
1. Pagina bianca (Radio Version)

## Classifiche
| Classifica (2014) | Posizione massima |
| ----------------- | ----------------- |
| Italia            | 87                |